# Paul Ben-Victor
Paul Friedman, dit Paul Ben-Victor, est un acteur américain, né le 24 juillet 1965 à Brooklyn (New York). Plus ponctuellement, il est producteur et scénariste.

## Biographie

### Débuts
Ben-Victor, né dans le quartier de Brooklyn, est le fils de la dramaturge Leah Kornfeld et de Victor Friedman.

### Carrière
Ben-Victor débute au petit écran en 1987 dans le téléfilm Blood Vows: The Story of a Mafia Wife et sur un épisode de Cagney & Lacey. Quinze ans après ses débuts de carrière et quelques petits rôles, notamment son rôle de Bobby Hobbes dans Invisible Man, Ben-Victor apparaît dans les séries HBO Sur écoute et Entourage, ainsi qu'une apparition en 2006 en tant que coach Lou dans Earl . En 2000, il interprète le rôle de Moe Howard dans le téléfilm Les Trois Stooges.
Il joue dans plusieurs séries telles que X-Files, Alias, Monk, Les Experts, Mentalist, Las Vegas, Hawaii 5-0, True Detective et tient aussi le rôle récurrent de Steve Richards dans trois épisodes de New York Police Blues de 1994 à 1997.
Ben-Victor a coécrit des pièces avec sa mère, dont deux ont été jouées à Manhattan, Club Soda et The Good Steno.
Ben-Victor tient le rôle principal dans la série de science-fiction, Invisible Man, aux côtés de Vincent Ventresca avec qui il jouera dans la série Las Vegas et dans un épisode de « US Marshals : Protection de témoins » (Épisode 1x03, « Père à part »).
Au cinéma, il joue de nombreux seconds rôles dans les films : La Relève, Tombstone, True Romance, Risque maximum, Le Flic de San Francisco, Le Corrupteur, Mafia parano, Qui a tué Mona ?, Daredevil, Match retour, Don Jon, Get Hard, The Irishman, The Banker, Waldo, détective privé, Emancipation, Mayday et Vol à haut risque.
Il joue également dans l'intégralité de la saison 2 de Sur écoute, puis dans un épisode de Tout le monde déteste Chris en tant que M. Thurman.
En 2008, il joue dans le film « Clear Lake, WI ». En août 2008, il est co-star dans la web-série Coma.

## Filmographie

### Comme acteur

#### Cinéma
- 1988 : Pass the Ammo : Eddie Depaul
- 1988 : Assault of the Killer Bimbos : Customer
- 1989 : Wired : Tom Perino
- 1990 : Streets : Officier #2
- 1990 : La Relève : Little Felix
- 1991 : Sunset Heat : New Yorker
- 1991 : Body Parts : Ray Kolberg
- 1992 : Eyes of the Beholder : Dr. Medaris
- 1992 : Soulmates : Driver
- 1992 : Cool World : Valet
- 1993 : Extreme Justice : Councilman Joe Taylor
- 1993 : Une belle emmerdeuse : Zand
- 1993 : True Romance de Tony Scott : Luca
- 1993 : Tombstone de George Pan Cosmatos : Florentino
- 1994 : Le Scorpion rouge 2 : Vince D'Angelo
- 1994 : Une épouse trop parfaite : Clown
- 1995 : Firestorm : Duran
- 1995 : The Fifteen Minute Hamlet : Francisco / Ghost / Gravedigger / Osric & Fortinbras
- 1995 : Toughguy : Sol Lipsteiger
- 1995 : Houseguest de Randall Miller : Pauly Gasperini
- 1995 : Bushwhacked : Le père de Dana
- 1996 : Risque maximum de Ringo Lam : Agent Pellman
- 1997 : Le Flic de San Francisco : Clarence Teal
- 1997 : The Sixth Man (en) de Randall Miller : Ernie
- 1998 : Standoff : Hank McGill
- 1998 : Heist : Abbie
- 1998 : Ultime Recours (Point Blank) : Howard
- 1998 : Préjudice : Pasqueriella
- 1999 : La Tête dans le carton à chapeaux d'Antonio Banderas : D.A. Mackie
- 1999 : Le Corrupteur : Schabacker
- 1999 : Kiss Toledo Goodbye : Vince
- 2000 : The Cure for Boredom : Rudy
- 2000 : Qui a tué Mona ? : shérif adjoint Tony Carlucci
- 2000 : Mafia parano : Howard
- 2000 : Very Mean Men (en) de   Tony Vitale (en) : Jimmy D.
- 2001 : Un si long chemin : Chase
- 2002 : Niche : Spike
- 2003 : Daredevil de Mark Steven Johnson : Jose Quesada
- 2004 : Woman at the Beach : Pablo
- 2006 : Venus & Vegas : Carlo
- 2006 : Push de David Rodriguez : Toni
- 2006 : All the King's Men : Lucas
- 2012 : Should've Been Romeo de Marc Bennett : Joey
- 2013 : Empire State de Dito Montiel : Tommy
- 2013 : Match retour de Peter Segal : Lou Camare
- 2013 : Don Jon de Joseph Gordon-Levitt : Le Prêtre
- 2015 : Get Hard de Etan Cohen : Gayle Burns
- 2019 : The Irishman de Martin Scorsese : Jake Gottlieb
- 2019 : The Banker de George Nolfi : Donald Silverthorne
- 2021 : Waldo, détective privé (Last Looks) de Tim Kirkby : Conady
- 2022 : Emancipation d'Antoine Fuqua : le major G. Halstead
- 2023 : Mayday (Plane) de Jean-François Richet : Terry Hampton
- 2025 : Vol à haut risque (Flight Risk) de Mel Gibson : Coleridge

#### Télévision
- 1987 : Le Serment du sang (Blood Vows: The Story of a Mafia Wife)
- 1990 : After the Shock : Dr. Steven Brattesani
- 1993 : The Last Outlaw (en) : Grubb, Posseman
- 1994 : X-Files (épisode Le Retour de Tooms) : Dr Aaron Monte
- 1994 : Service des urgences (State of Emergency) : Trevor Jacobs
- 1994 : Web of Deception : Detective Fracinetti
- 1994 : Brisco County (saison 1, épisode 23) : Joe de Taglia
- 1997 : Chaleur meurtrière (Ed McBain's 87th Precinct: Heatwave) : Détective Meyer
- 1998 : Un monde trop parfait (Tempting Fate) : Officier de police
- 1998 : Rude Awakening : Carl
- 1998 : Demain à la une (saison 3, épisode 15) : Elliot
- 2000 : The David Cassidy Story : Wes Farrell
- 2000 : The Three Stooges de James Frawley : Moe Howard
- 2000-2002 : Invisible Man : Bobby Hobbes
- 2002 : The Wire : (2003–2008) : Spiros Vondas
- 2003 : Las Vegas : (saison 1, épisode 7) : Michael
- 2005 : Entourage (saison 2, épisode 3) : John
- 2005 : Alias (saison 4, épisode 16) : Carter
- 2005 : Monk : Monk ne marche pas droit (saison 4, épisode 5) : Al Nicoletto
- 2006 : Earl (My name is Earl) : Monstres, je vous aime (Saison 2, épisode 3) : Coach Lu
- 2006 : The Shield : Coup pour Coup (saison 5, épisode 7) : Détective Paul Reyes
- 2006 : Les Experts : Dans la tête d'un tueur  (saison 6, épisode 14) : Joey
- 2007 : John from Cincinnati : Palaka
- 2008-2009 : Tout le monde déteste Chris (série télévisée) : Mr Thurman
- 2008-2012 : US Marshals : Protection de témoins : US Marshal Stan McQuenn
- 2010 : Mentalist : L'Employé du mois (saison 2, épisode 13) : Lando
- 2011 : Childrens Hospital (saison 3, épisode 7)
- 2013 : Hawaii 5-0 (série télévisée) : Agent Secret du Président (saison 4, épisode 9)
- 2014 : True Detective : Major Leroy Salter
- 2016 : Vinyl : Maury Gold
- 2018 : Santa Clarita Diet : Mark
- 2018 : Will et Grace : Mario
- 2019-2020 : New York, unité spéciale (saison 21, épisodes 9 et 10) : Peter Abrams
- 2024: The Chosen
- 2024 : Nobody Wants This : Noah's dad
- 2024 : la défense Lincoln (saison 3) :  Sylvester "Sly" Funaro Sr.

### Comme producteur
- 2005 : She Kills He (court métrage) de David Rodriguez
- 2012 : Should've Been Romeo de Marc Bennett

### Comme scénariste
- 2012 : Should've Been Romeo de Marc Bennett